# Exodus Privacy
Exodus Privacy est une association française créée en 2017.
Elle développe une plateforme d'analyse des applications Android qui liste les traqueurs qui y sont présents,.

## Historique
En août 2017, à la suite d'un article paru sur le site Numerama à propos du traqueur de la firme Teemo, un groupe informel crée une méthode de détection de celui-ci dans les applications. Le 21 octobre 2017, Exodus Privacy devient officiellement une association.
Le 24 novembre 2017, Exodus Privacy rend publique sa plateforme d'analyse ainsi que ses premiers résultats qui sont publiés le même jour par les journaux Le Monde et The Intercept.

## Outils
Exodus Privacy développe une plate-forme, nommée εxodus, qui permet d'analyser la présence ou l'absence de traqueurs dans une application Android. Les internautes peuvent soumettre l'analyse d'une application à partir de novembre 2017.
L'association publie également une application Android dont le but est de lister les traqueurs et les permissions des applications installées sur le téléphone de l'utilisateur.
L'application Exodus a notamment révélé que des applications relevant du service public, comme Météo-France ou Pronote , recèlent des traceurs livrant un grand nombre d'informations à des sociétés privées.
En 2018, Exodus Privacy lance une chaîne YouTube de vidéos pédagogiques.

## Reconnaissance publique
Exodus Privacy bénéficie dès ses débuts d'une couverture médiatique en France dans de la presse spécialisée ou plus généraliste, mais aussi dans la presse anglophone,,.
L'association a un partenariat avec le Yale Privacy Lab. Elle donne une conférence au cours de la journée du conseil scientifique de l'AFNIC le 9 juillet 2018.